# Lucille Ricksen

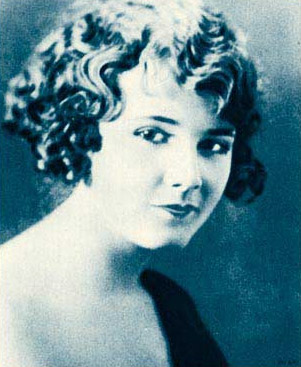
Lucille Ricksen

Lucille Ricksen (gebürtig: Ingeborg Myrtle Elisabeth Ericksen; * 22. August 1910 in Chicago, Illinois; † 13. März 1925 in Los Angeles, Kalifornien) war eine US-amerikanische Filmschauspielerin der Stummfilmzeit.

## Leben
Lucille Ricksen, deren Eltern aus Skandinavien stammten, begann bereits im Alter von vier Jahren als Model und Schauspielerin zu arbeiten. Zunächst nur in Chicago und Umgebung präsent, zog sie 1920 mit ihren Eltern und ihrem älteren Bruder Marshall, der selber einige Rollen vor der Kamera spielte, nach Los Angeles. Hier stand die Zehnjährige im selben Jahr in Edgar and the Teacher's Pet an der Seite von Edward Peil auch zum ersten Mal vor der Kamera. 1921 spielte sie in The Old Nest das einzige Mal an der Seite ihres Bruders.
In den kommenden drei Jahren stand sie in noch 25 weiteren Filmen vor der Kamera, in denen sie neben bekannten Namen wie Conrad Nagel, Anna Q. Nilsson oder Jack Pickford spielte. 1924 wurde sie zu einem der WAMPAS Baby Stars gewählt. Ricksen erkrankte Ende 1924 an Tuberkulose und verstarb kurze Zeit später.

## Filmografie
- 1920: Edgar and the Teacher's Pet (Kurzfilm)
- 1920: Edgar's Hamlet (Kurzfilm)
- 1920: Edgar's Jonah Day (Kurzfilm)
- 1920: Edgar Takes the Cake (Kurzfilm)
- 1920: Edgar's Sunday Courtship (Kurzfilm)
- 1920: Edgar Camps Out (Kurzfilm)
- 1920: Edgar's Little Saw (Kurzfilm)
- 1920: Edgar, the Explorer (Kurzfilm)
- 1921: Edgar's Country Cousin (Kurzfilm)
- 1921: Edgar's Feast Day (Kurzfilm)
- 1921: Edgar, the Detective (Kurzfilm)
- 1921: The Old Nest
- 1922: The Married Flapper
- 1922: Remembrance
- 1922: The Girl Who Ran Wild
- 1922: Forsaking All Others
- 1922: The Strangers' Banquet
- 1923: The Social Buccaneer
- 1923: One of Three (Kurzfilm)
- 1923: Under Secret Orders (Kurzfilm)
- 1923: Trimmed in Scarlet
- 1923: The Secret Code (Kurzfilm)
- 1923: The Radio-Active Bomb (Kurzfilm)
- 1923: The Showdown (Kurzfilm)
- 1923: Human Wreckage
- 1923: The Rendezvous
- 1924: The Judgment of the Storm
- 1924: Idle Tongues
- 1924: The Galloping Fish
- 1924: The Hill Billy
- 1924: Those Who Dance
- 1924: Young Ideas
- 1924: Behind the Curtain
- 1924: Vanity's Price
- 1924: Die Insel der Gestrandeten (The Painted Lady)
- 1925: The Denial